# Evelin Kaufer
Evelin Kaufer (Sohland an der Spree, 22 februari 1953) is een atleet uit Duitsland.
Op de Olympische Zomerspelen van München in 1972 liep Kaufer de 100 meter sprint en de 4x100 meter estafette. Met het Oost-Duitse estafette-team behaalde ze de zilveren medaille.
- World Athletics: 14430713